# 羅丹博物館
羅丹博物館（Rodin Museum）是位於美國賓夕法尼亞州費城的一座博物館。羅丹博物館是巴黎以外收藏雕塑家奧古斯特·羅丹數量最多的博物館。

## 历史
羅丹博物館開幕於1929年。在經過一場歷時三年，耗資900萬美元的整修之後，羅丹博物館在2012年7月12日重新開放。

## 画廊

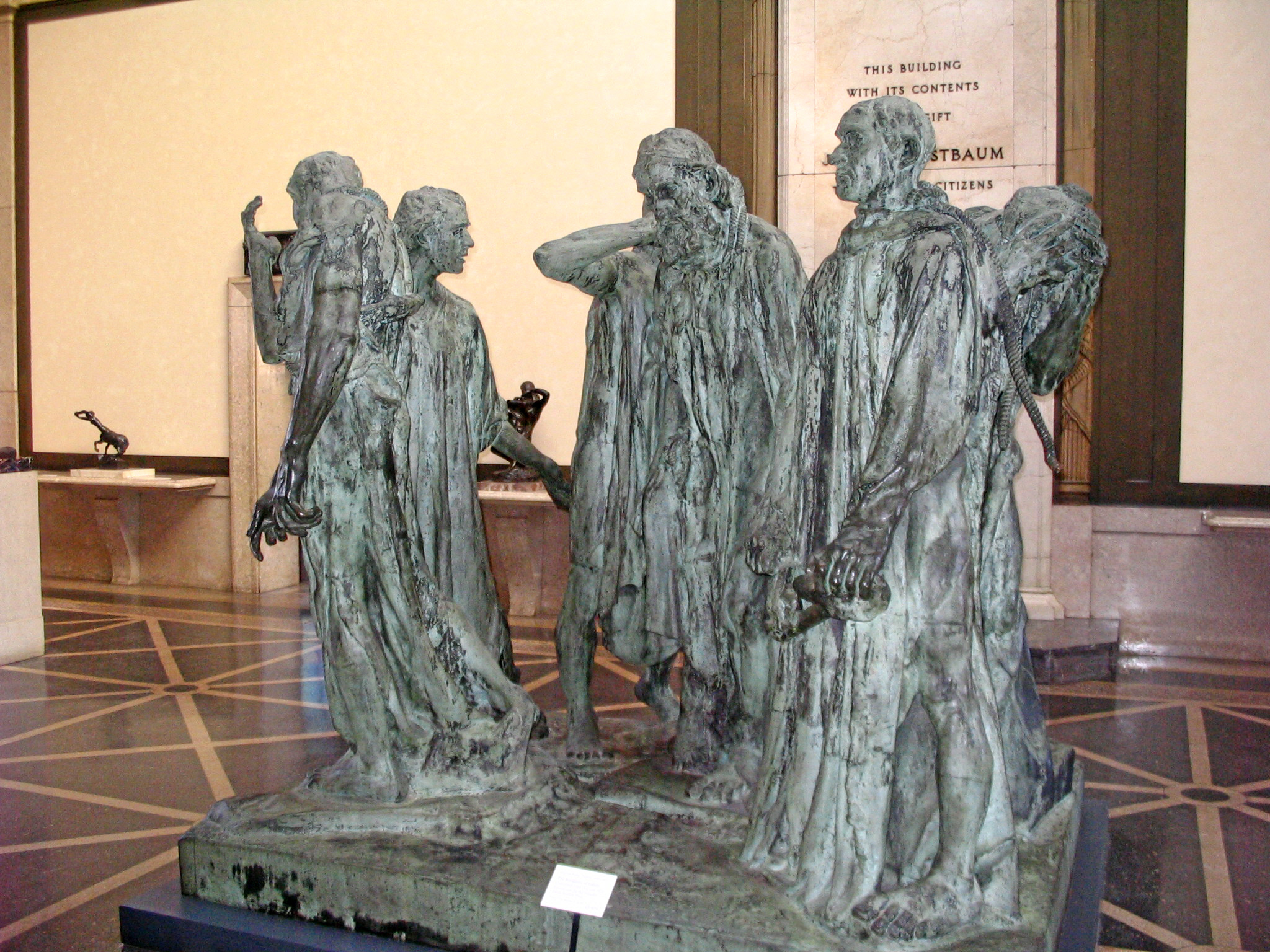
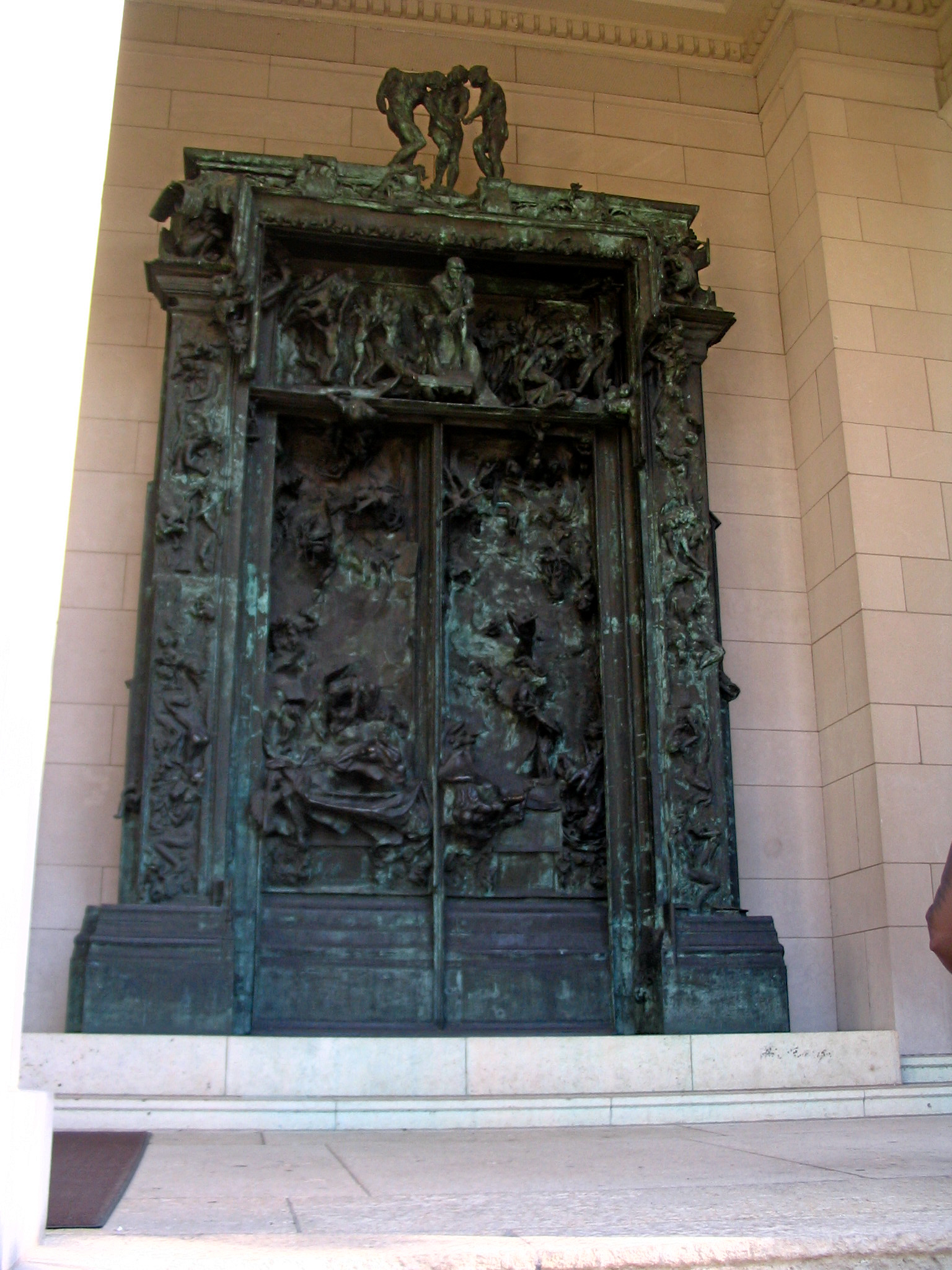
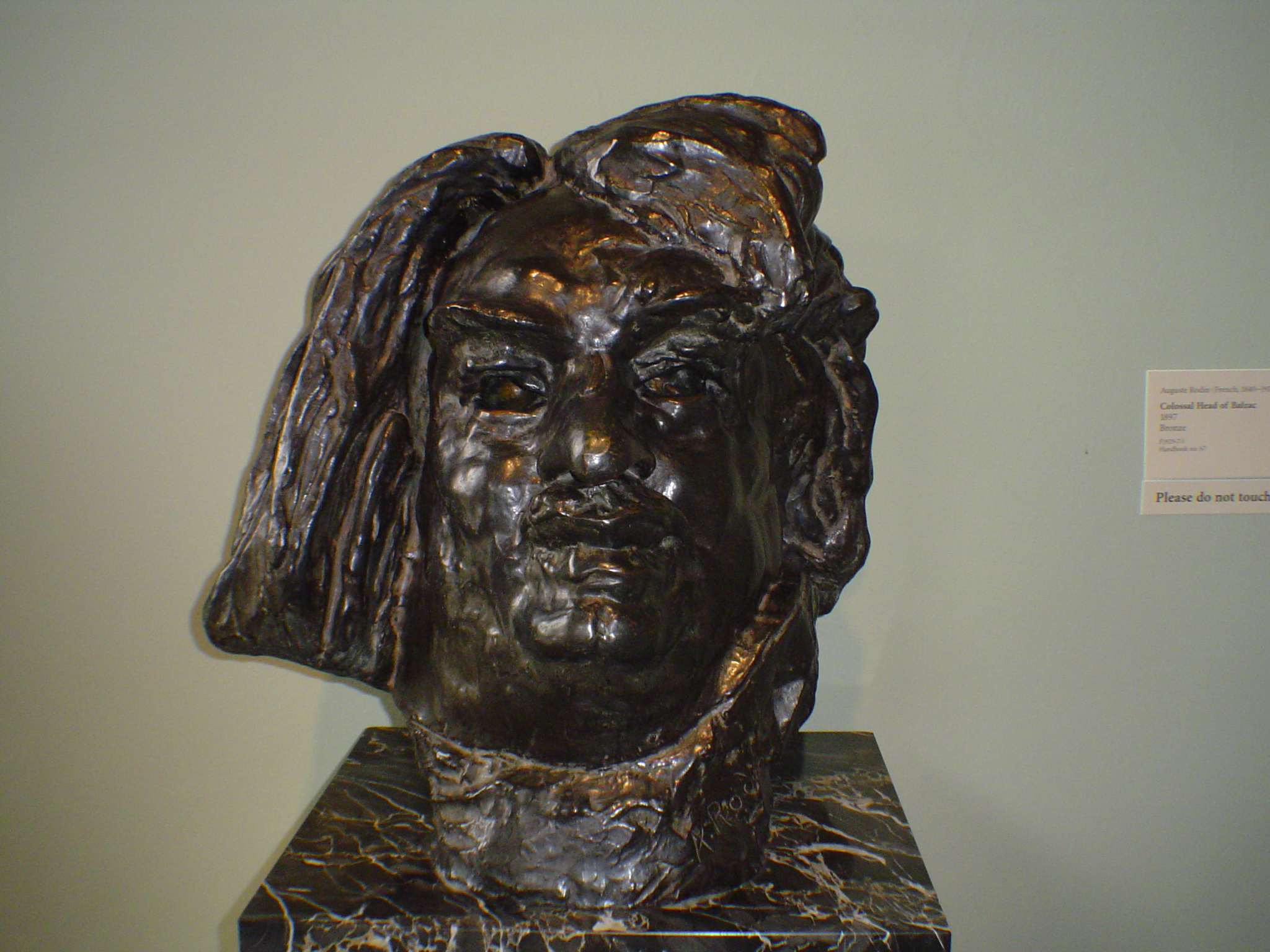
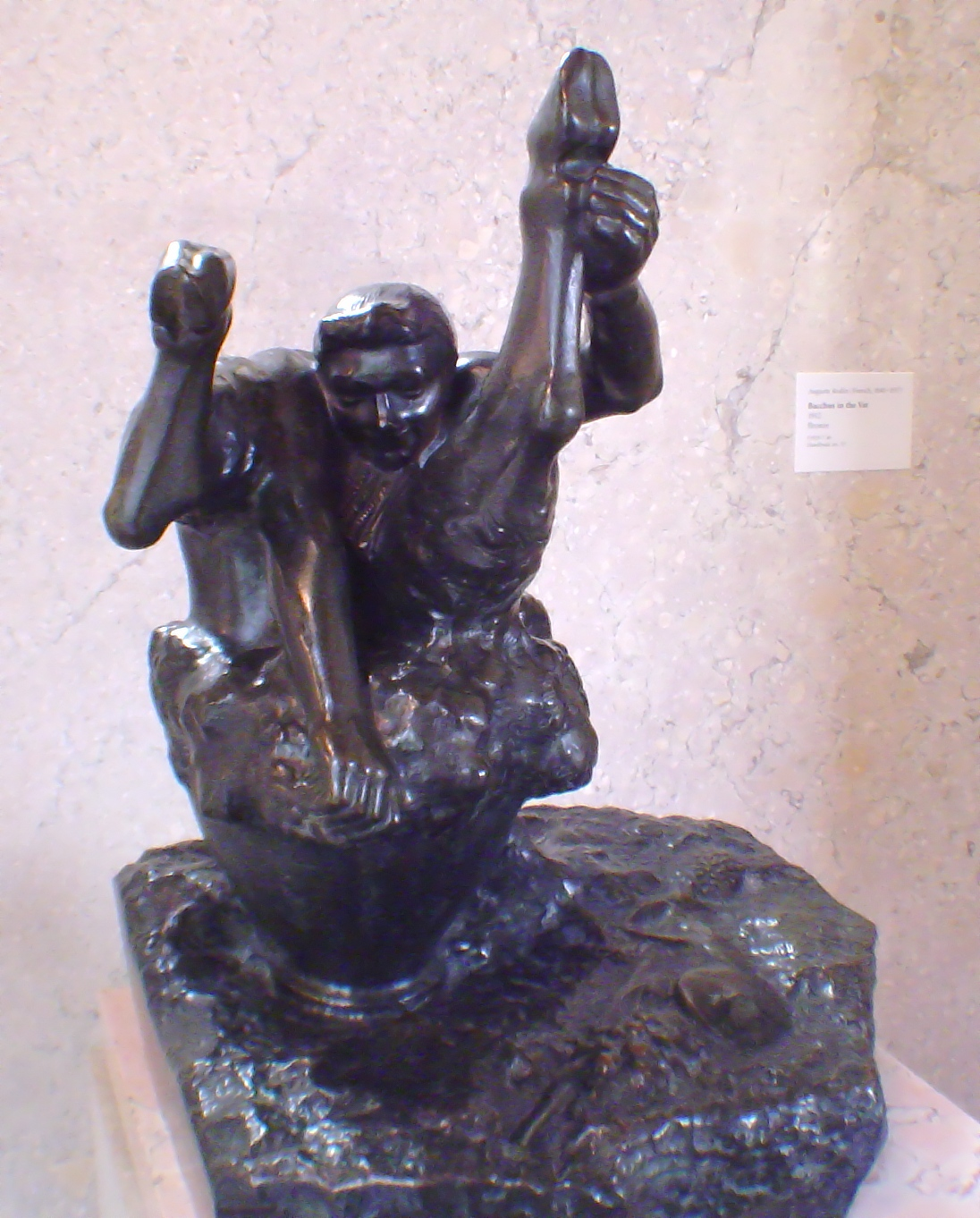